# IPad (czwarta generacja)
iPad z wyświetlaczem Retina – tablet opracowany i sprzedawany przez Apple. Został zaprezentowany wraz z iPadem mini 23 października 2012 roku, a do sprzedaży trafił 2 listopada w 35 krajach. Dostępny jest w dwóch wariantach kolorystycznych – czarnym i białym.

## Specyfikacja
iPad czwartej generacji jest wyposażony w wyświetlacz Retina, wprowadzony już w poprzedniku. Wykorzystuje procesor Apple A6X i 5-megapikselowy aparat zdolny do nagrywania wideo 1080p. Podobnie jak u poprzedników istnieją dwa modele: z Wi-Fi lub Wi-Fi + 4G LTE. Tablet pierwotnie był wyposażony w system operacyjny iOS 6, który ukazał się 19 września 2012 roku. Główną zmianą wizualną i użytkową jest zastosowanie nowego złącza Lightning.